# آرکادیوسازا کولینیج
آرکادیوسازا کولینیج (به انگلیسی: Arkadiusz Kułynycz؛ زادهٔ ۲۶ دسامبر ۱۹۹۲) یک کشتی‌گیر فرنگی‌کار اهل کشور لهستان است. وی سابقه حضور در المپیک ۲۰۲۴ پاریس را دارد.
از افتخارات وی می‌توان به کسب مدال برنز قهرمانی کشتی جهان ۲۰۲۱ اشاره کرد.

## فعالیت حرفه‌ای

### قهرمانی کشتی جهان ۲۰۲۱
کولینیج در وزن ۸۷ کیلوگرم کشتی فرنگی قهرمانی کشتی جهان ۲۰۲۱ اسلو شرکت کرد، او در مسابقه اول تاکاهیرو تسورودا از ژاپن را شکست داد اما در مسابقه بعد به کریل ماسکوویچ از بلاروس باخت و با توجه به حضور این کشتی‌گیر در فینال، به دیدار شانس مجدد رفت. او در مرحله شانس مجدد متهان باشار از ترکیه را شکست داد و به دیدار رده‌بندی رسید. وی در این دیدار ایستوان تاکایچ از مجارستان را شکست داد و مدال برنز را بدست آورد.

### المپیک ۲۰۲۴ پاریس
کولینیج در وزن ۸۷ کیلوگرم کشتی فرنگی المپیک ۲۰۲۴ پاریس حاضر بود که در دور اول علی چنگیز از ترکیه را شکست داد اما در دور بعد از علیرضا مهمدی از ایران شکست خورد و با توجه به حضور این کشتی‌گیر در فینال، به دیدار شانس مجدد رفت. او در مرحله شانس مجدد کارلوس مونیوز از کلمبیا را شکست داد اما در دیدار رده‌بندی به ژان بلنیوک از اوکراین باخت و پنجم شد.